# Crystal Lake (Iowa)
Crystal Lake és una població dels Estats Units a l'estat d'Iowa. Segons el cens del 2000 tenia 285 habitants.

## Demografia
Segons el cens del 2000, Crystal Lake tenia 285 habitants, 127 habitatges, i 75 famílies. La densitat de població era de 440,2 habitants per km².
Dels 127 habitatges en un 23,6% hi vivien nens de menys de 18 anys, en un 46,5% hi vivien parelles casades, en un 7,9% dones solteres, i en un 40,9% no eren unitats familiars. En el 32,3% dels habitatges hi vivien persones soles el 14,2% de les quals corresponia a persones de 65 anys o més que vivien soles. El nombre mitjà de persones vivint en cada habitatge era de 2,24 i el nombre mitjà de persones que vivien en cada família era de 2,81.
Per edats la població es repartia de la següent manera: un 21,1% tenia menys de 18 anys, un 10,5% entre 18 i 24, un 23,5% entre 25 i 44, un 28,4% de 45 a 60 i un 16,5% 65 anys o més.
L'edat mediana era de 42 anys. Per cada 100 dones de 18 o més anys hi havia 87,5 homes.
La renda mediana per habitatge era de 29.615 $ i la renda mediana per família de 32.500 $. Els homes tenien una renda mediana de 26.250 $ mentre que les dones 26.429 $. La renda per capita de la població era de 14.927 $. Entorn del 20,3% de les famílies i el 19,1% de la població estaven per davall del llindar de pobresa.

## Poblacions més properes
El següent diagrama mostra les poblacions més properes.